# Copa Rio Sub-20
A Copa Rio Sub-20, anteriormente chamada de Torneio Octávio Pinto Guimarães e também conhecida como Torneio OPG, é a segunda principal competição de futebol estadual do Rio de Janeiro da categoria de juniores (Sub-20). O torneio é disputado desde 1969.[carece de fontes?]

## História
Disputada pela categoria juniores (Sub-20), após ou simultaneamente ao Campeonato Carioca de Juniores, a Copa Rio é realizada no segundo semestre com a intenção de manter os times em atividade. O maior campeão do torneio é o Flamengo, com onze conquistas.

## Campeões
| Time          | Número de Títulos | Ano(s)                                                            |
| ------------- | ----------------- | ----------------------------------------------------------------- |
| Flamengo      | 11                | 1984, 1985, 1993, 2006, 2007, 2011, 2012, 2014, 2016, 2018 e 2019 |
| Botafogo      | 9                 | 1971, 1983, 1997, 2013, 2015, 2017, 2021, 2022 e 2025             |
| Vasco da Gama | 7                 | 1981, 1982, 1995, 1997, 1998, 2009 e 2024                         |
| Fluminense    | 3                 | 1999, 2008 e 2023                                                 |
| Nova Iguaçu   | 2                 | 1996 e 2010                                                       |
| Olaria        | 2                 | 2001 e 2005                                                       |
| Campo Grande  | 2                 | 1969 e 1986                                                       |
| Portuguesa-RJ | 1                 | 1976                                                              |
| Cabofriense   | 1                 | 2004                                                              |
| Bangu         | 1                 | 2003                                                              |
| CFZ           | 1                 | 2000                                                              |

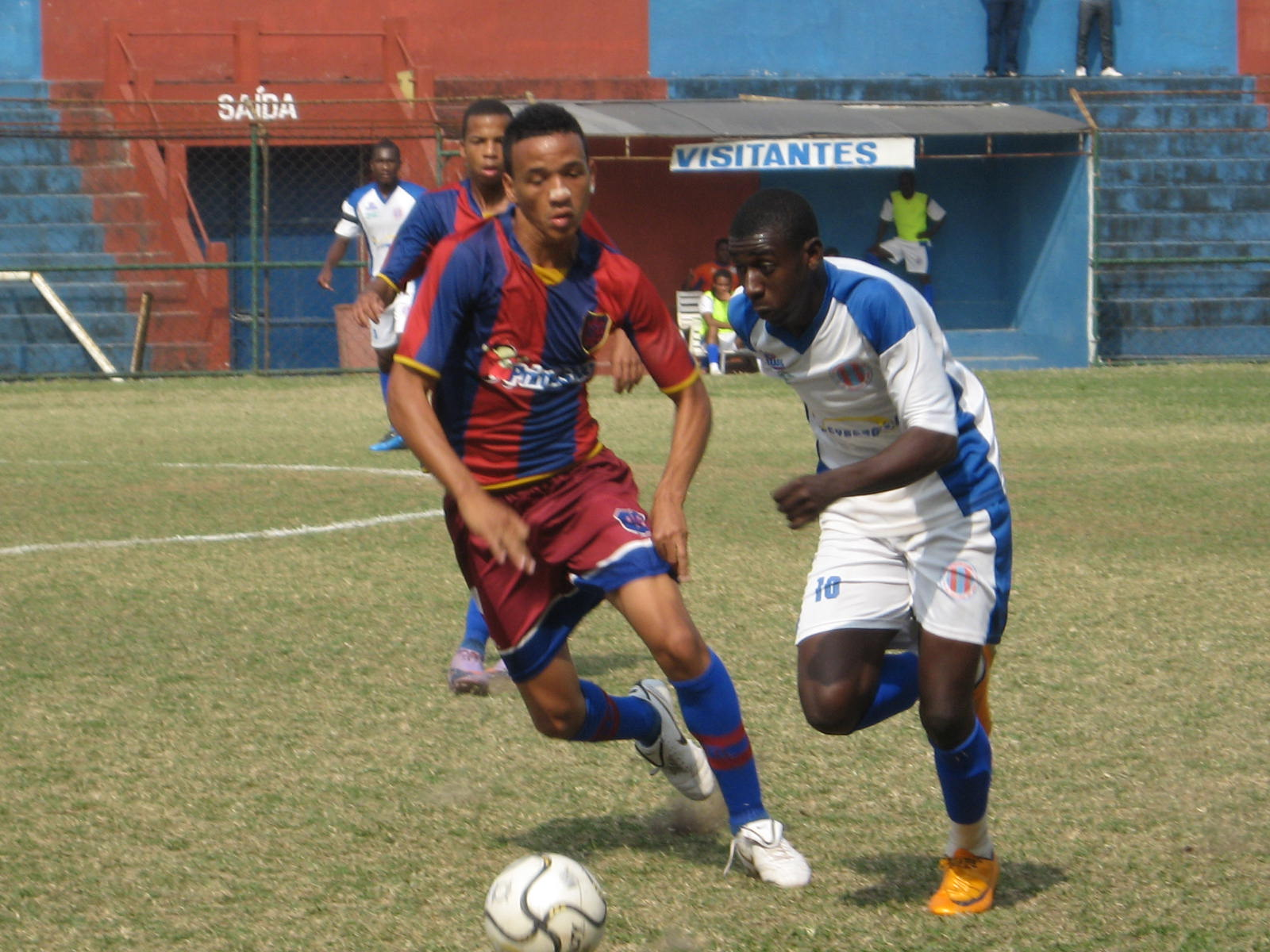
Duelo em 2010 entre Bonsucesso e Futuro Bem Próximo, pelo Torneio Otávio Pinto Guimarães de Juniores

A competição não foi disputada em 1970, bem como entre os anos de 1972 e 1975, de 1977 a 1980, de 1987 a 1992, e os anos 1994, 2002 e 2020.